# Petter Øverby
Petter Øverby, né le 26 mars 1992 à Kongsvinger, est un joueur de handball international norvégien évoluant au poste de pivot.
Avec la Norvège, il est notamment finaliste du championnat du monde 2017 en France.

## Palmarès

### En équipe nationale
- 4e place au championnat d'Europe 2016
- finaliste du championnat du monde 2017